# Sigrid Lüber
Sigrid Elsbeth Lüber (* 11. September 1955 in Oberuzwil) ist eine Schweizer Meeresschützerin. Sie gründete 1989 die international tätige Organisation OceanCare.

## Leben
Sigrid Lüber wuchs als zweites von sechs Geschwistern in Oberuzwil auf, wo sie die Schulen besuchte. Nach ihrer Ausbildung zur technischen Zeichnerin mit Schwerpunkt Maschinenbau, wechselte sie in den kaufmännischen Bereich. Sie arbeitete mehrere Jahre in der Romandie und in der italienischsprachigen Schweiz. Lüber ist verheiratet und lebt in Wädenswil.

## Einsatz für Meerestiere
Lüber lernte Segeln und Tauchen und bekam so einen Bezug zum Meer. Nach einer Begegnung mit einer Delphinschule auf einem Tauchgang im Indischen Ozean wollte sie ihr Leben dem Schutz der Meerestiere widmen. Sie gründete den Verein OceanCare, dem sie seit 1993 als Präsidentin vorsteht. Seit 2015 ist sie Stiftungsrätin der Foundation for happy dogs and people.
Lüber will nachhaltige Verbesserungen für das Leben im Meer durch globale Strategien und Kooperationen erreichen. Basis dafür fand sie in der Arbeit in internationalen Gremien – ein Arbeitsbereich, den sie bei OceanCare aufgebaut und bis 2018 geleitet hat. Von 1992 bis 2014 nahm sie an den Konferenzen der Internationalen Walfangkommission (IWC) teil. Ab 2004 war sie in allen für das Seerecht relevanten UNO-Gremien aktiv.
Ihrem Engagement an der UNO war es zu verdanken, dass OceanCare 2011 vom Wirtschafts- und Sozialrat der Vereinten Nationen den Sonderberaterstatus für Fragen im Meeresschutz erhielt. 2015 wurde Lüber vom Umweltprogramm der Vereinten Nationen (UNEP) eingeladen, OceanCare von UNEA, dem obersten Entscheidungsgremium für internationale Umweltfragen, akkreditieren zu lassen.
Ihr Wissen über die Meere und die juristischen Grundlagen des internationalen Meeresschutzes hat sich Lüber autodidaktisch angeeignet. Im Jahr 2018 übergab sie die Arbeit in den internationalen Gremien an ihre Nachfolgerin Fabienne McLellan. Seither konzentriert sich Lüber vorwiegend auf die strategische Entwicklung von OceanCare.

## Auszeichnungen
- 1992: Dow Presidents Environmental Care Award
- 2007: Trophée de Femmes von Yves Rocher, Umweltpreis für Frauen[5]
- 2019: Platz 22 auf der Liste Schweizerinnen des Jahres der SonntagsZeitung[6]

## Veröffentlichungen
- Sigrid Lüber: Whales in the clear. OceanCare 2001.
- Sandra Altherr, Sigrid Lüber: Toxic Menu: Contamination of Whale Meat and Impact on Consumers’ Health (PDF), Pro Wildlife und OceanCare (Hrsg.), München/Wädenswil 2011.
- Sigrid Lüber, Silvia Frey, Murray Prideaux: Protecting Cuvier's beaked whale and Mediterranean monk seal critical habitat from anthropogenic noise in the Mediterranean Sea. Technical Report, OceanCare, Wädenswil 2015. Abstract.
- Sandra Altherr, Kate O’Connell, Sue Fisher, Sigris Lüber: Frozen in Time: How modern Norway Clings to its Whaling Past. (PDF) Report von Animal Welfare Institute, OceanCare und Pro Wildlife, 2016.
- Sigrid Lüber: Ein 1. Schritt: Das Nutzen von Tieren fürs Essen reduzieren. In: Billo Heinzpeter Studer (Hrsg.): Tiere nutzen? Und Pflanzen? – Use animals? What about plants? Edition Mutuelle, Winterthur 2017, ISBN 978-3-9524784-0-0, S. 182–191.